# 新北市新莊區興化國民小學
新北市新莊區興化國民小學是一所位於新北市新莊區福興里的國民小學，1989年運用「開發產業園區回饋基金」所建造學校。

## 歷任校長
- 董積森：1988年8月-1994年1月[3]
- 鄭欽賜：1994年2月-2001年7月
- 蕭美智：2001年8月-2005年7月
- 廖境林：2005年8月-2012年7月
- 周崇儒：2012年8月-2020年7月
- 謝秋如：2020年8月-

## 外部參考
- 新北市-校園社區化改造 （页面存档备份，存于）-前瞻基礎建設計畫